# Тіресій
Тіресій (грец. Τειρεσίας) — син німфи Харікло, батько Манто, фіванський віщун, якому належить важлива роль у переказах про Едіпа, епігонів, похід Сімох проти Фів.

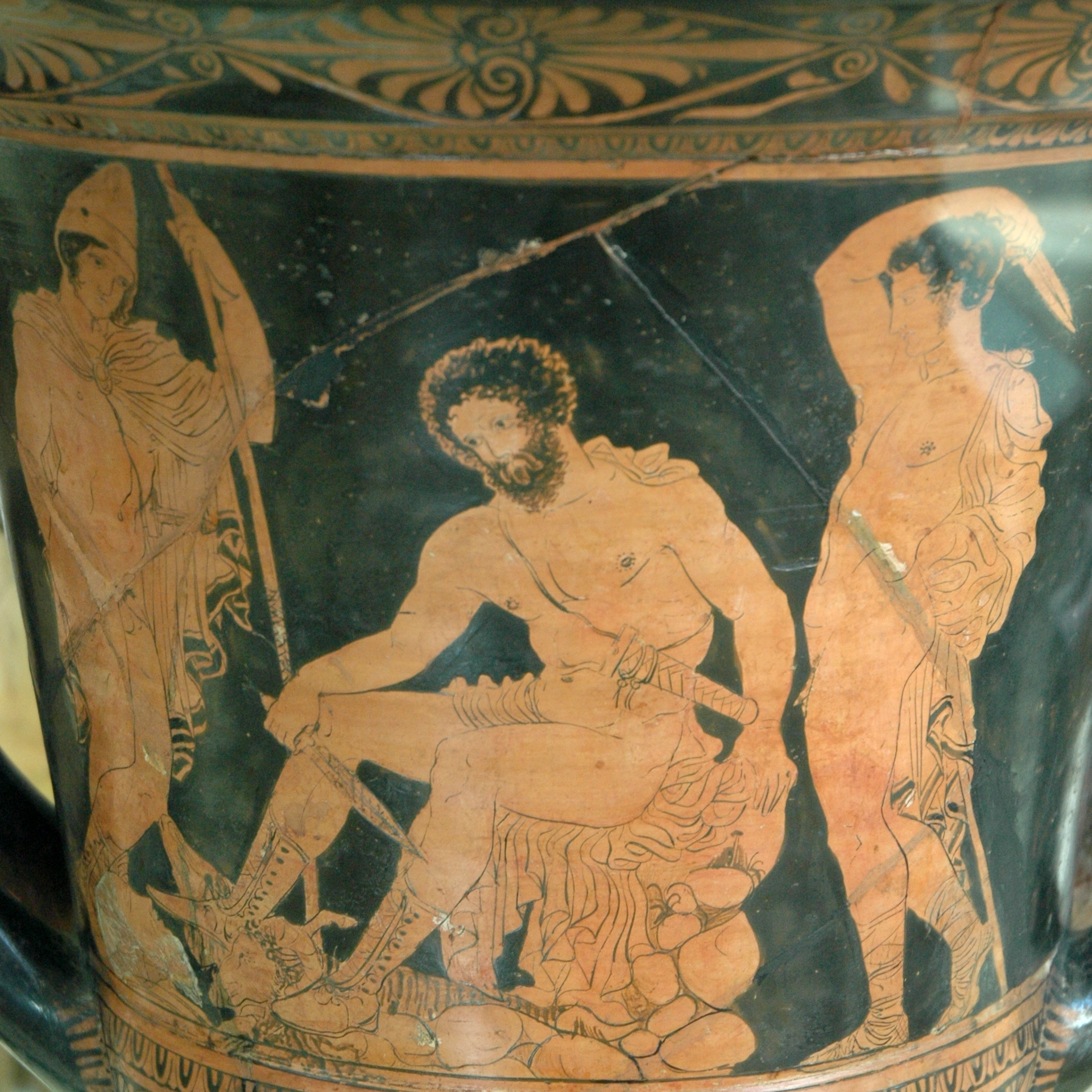
Одіссей і Тіресій у царстві мертвих, ліворуч Еврілох, фрагмент червонофігурного кратера-кілікса, Вазописець Долона

Згідно з переказом, Тіресій у семирічному віці осліп, тому що відкрив людям волю богів. За іншою версією, його осліпила Афіна за те, що він побачив, як вона купалася. Після захоплення Фів Тіресія взяли в полон і присвятили Аполлонові Дельфійському. За епосом, після смерті Тіресій перебував у підземному царстві і з ласки Персефони володів ясною пам'яттю і свідомістю. Одіссей довідався від нього про долю своєї родини і про те, чи зможе він повернутися додому. Оракул Тіресій був в Орхомені. У пізніші часи у Фівах показували місце, звідки віщун стежив за польотом птахів, і камінь, на якому, віщаючи, сиділа його дочка Манто. За однією версією, Зевс подарував Тіресію довге життя, яке дорівнювало життю семи поколінь.
Образ Тіресія часто зустрічається у грецькій літературі (трагедії Софокла «Цар Едіп», «Едіп у Колоні», «Антігона», Евріпіда «Вакханки», гімни Каллімаха й ін.).